# Sleeping People
Sleeping People est un groupe de math rock instrumental de San Diego formé en 2002. Certains membres sont issus de Rumah Sakit, autre groupe de math rock signé chez Temporary Residence Limited.

## Membres
- Kasey Boekholt
- Amber Coffman (Dirty Projectors)
- Brandon Relf
- Kenseth Thibideau (Rumah Sakit)

## Discographie
- 2005 : Sleeping People, 2Xlp chez Temporary Residence
- 2007 : Growing, chez Temporary Residence